# Mortaiolo
Località: Mortaiolo is een plaats (frazione) in de Italiaanse gemeente Collesalvetti.

## Fotogalerij

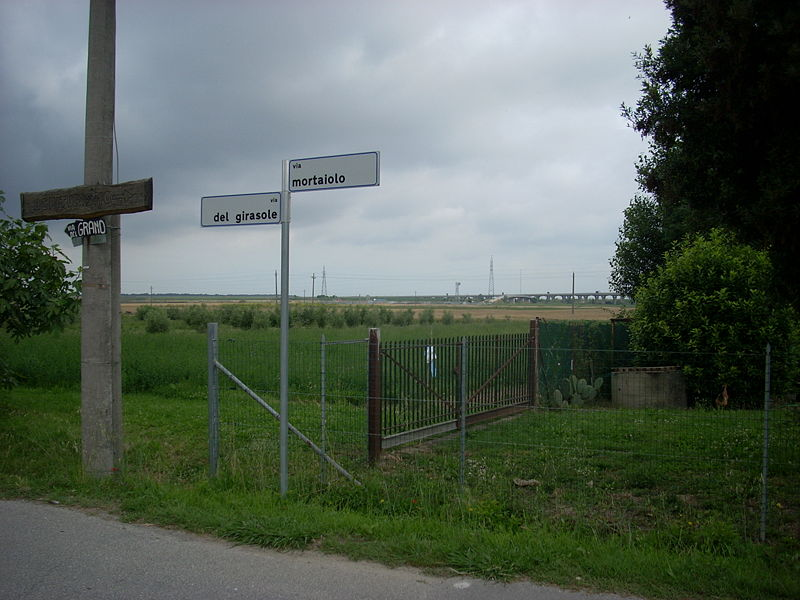
Gerechten platteland
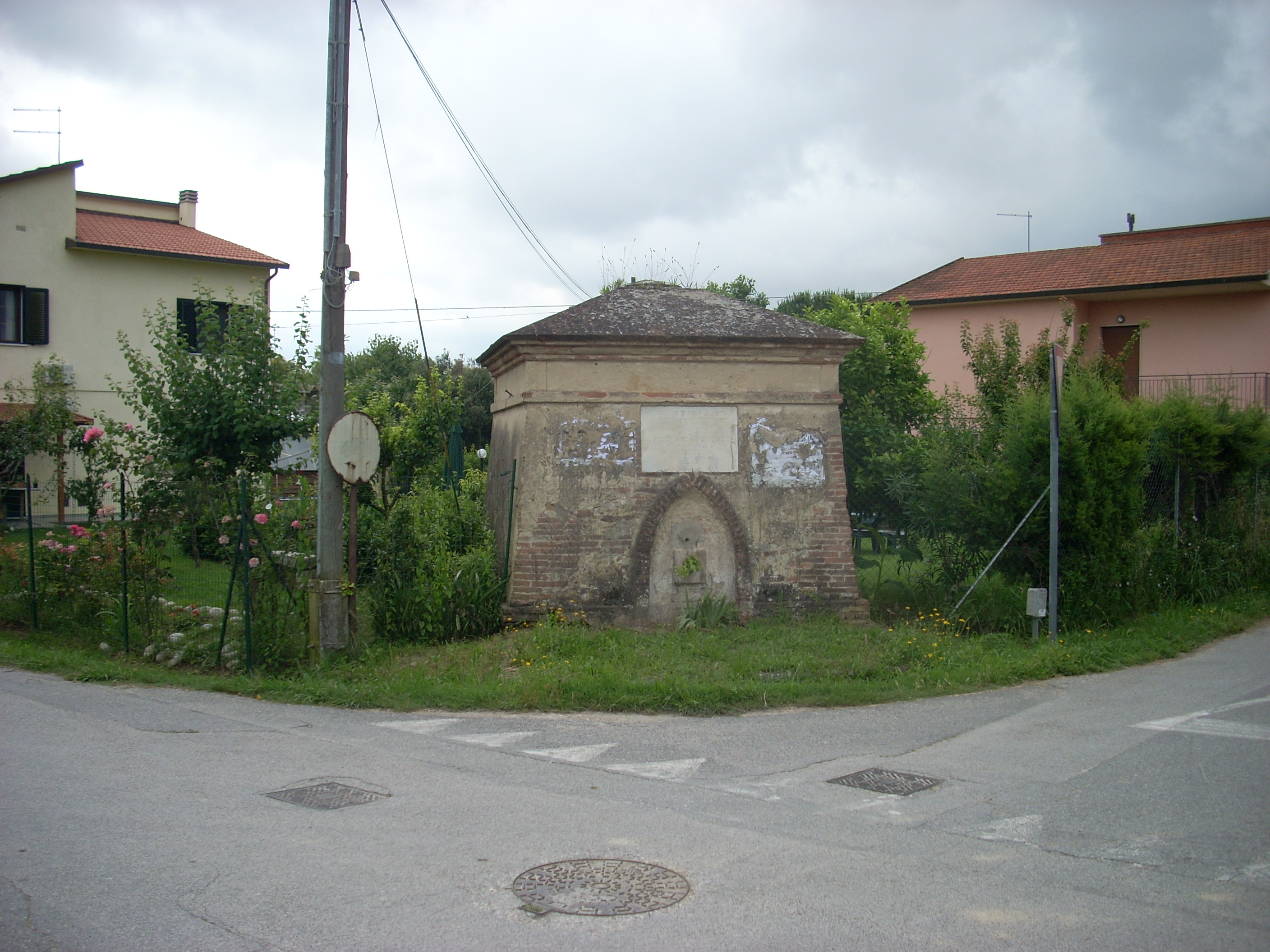
Oude container van het water
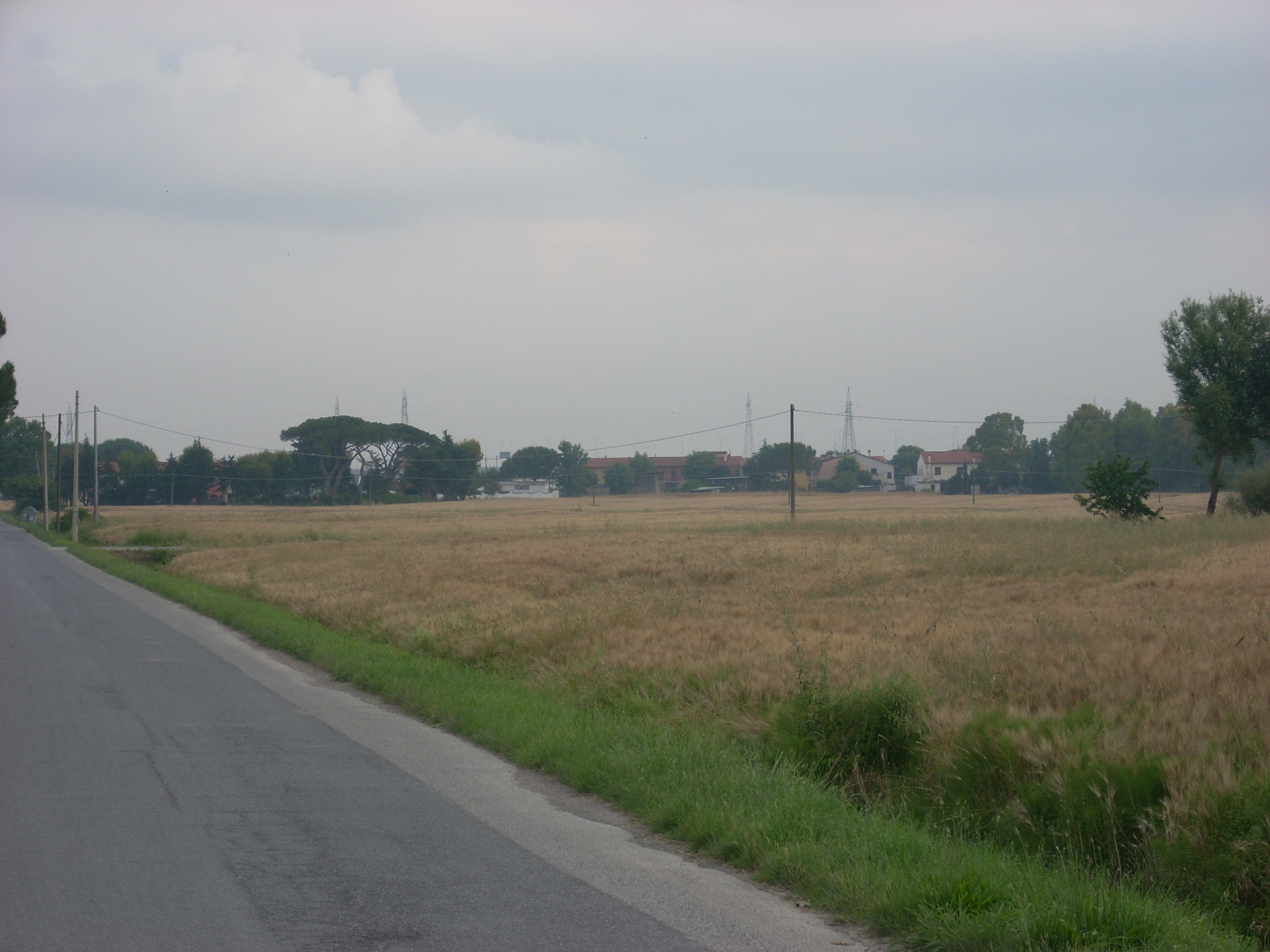
Land
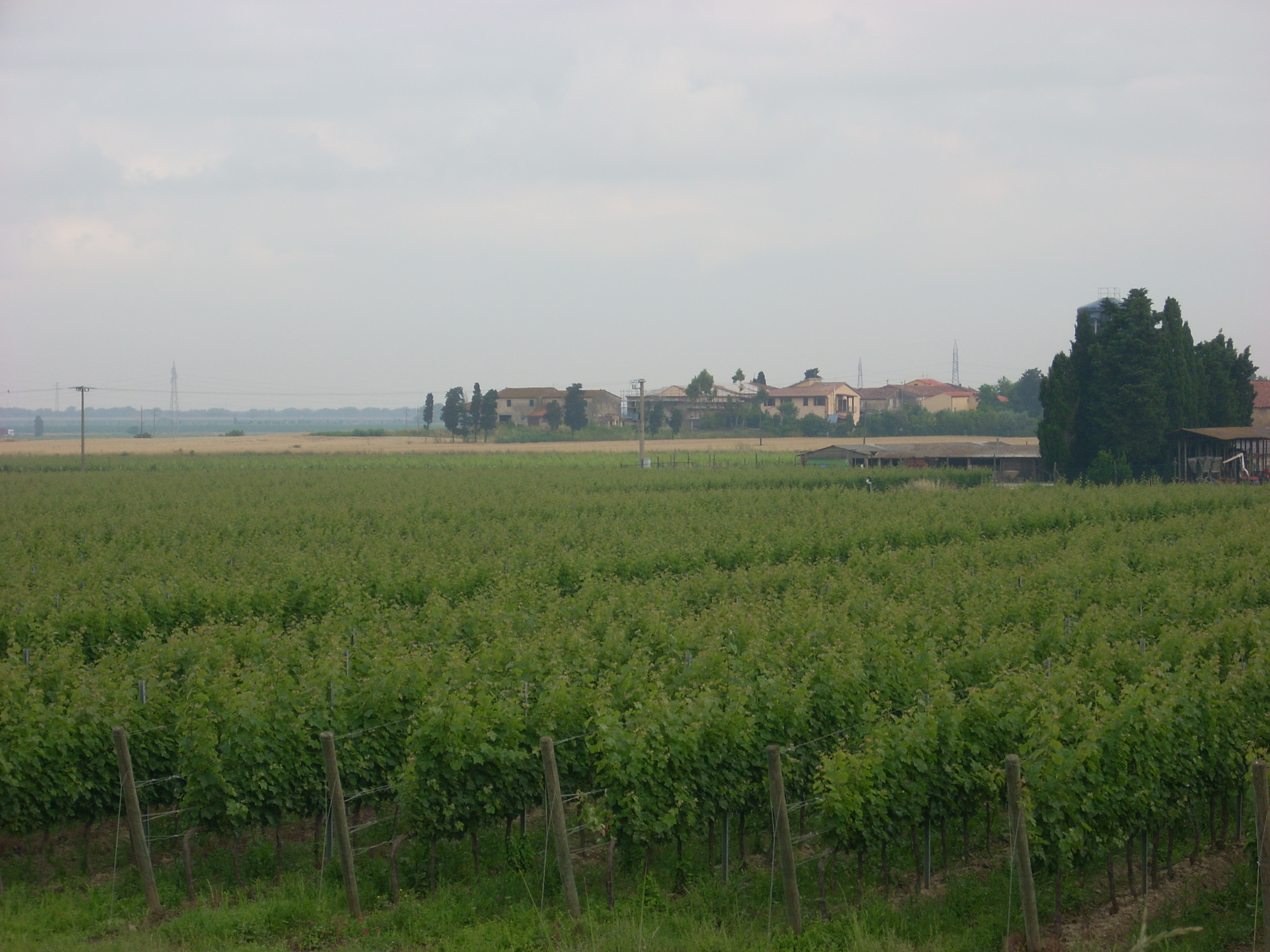
Wijngaarden
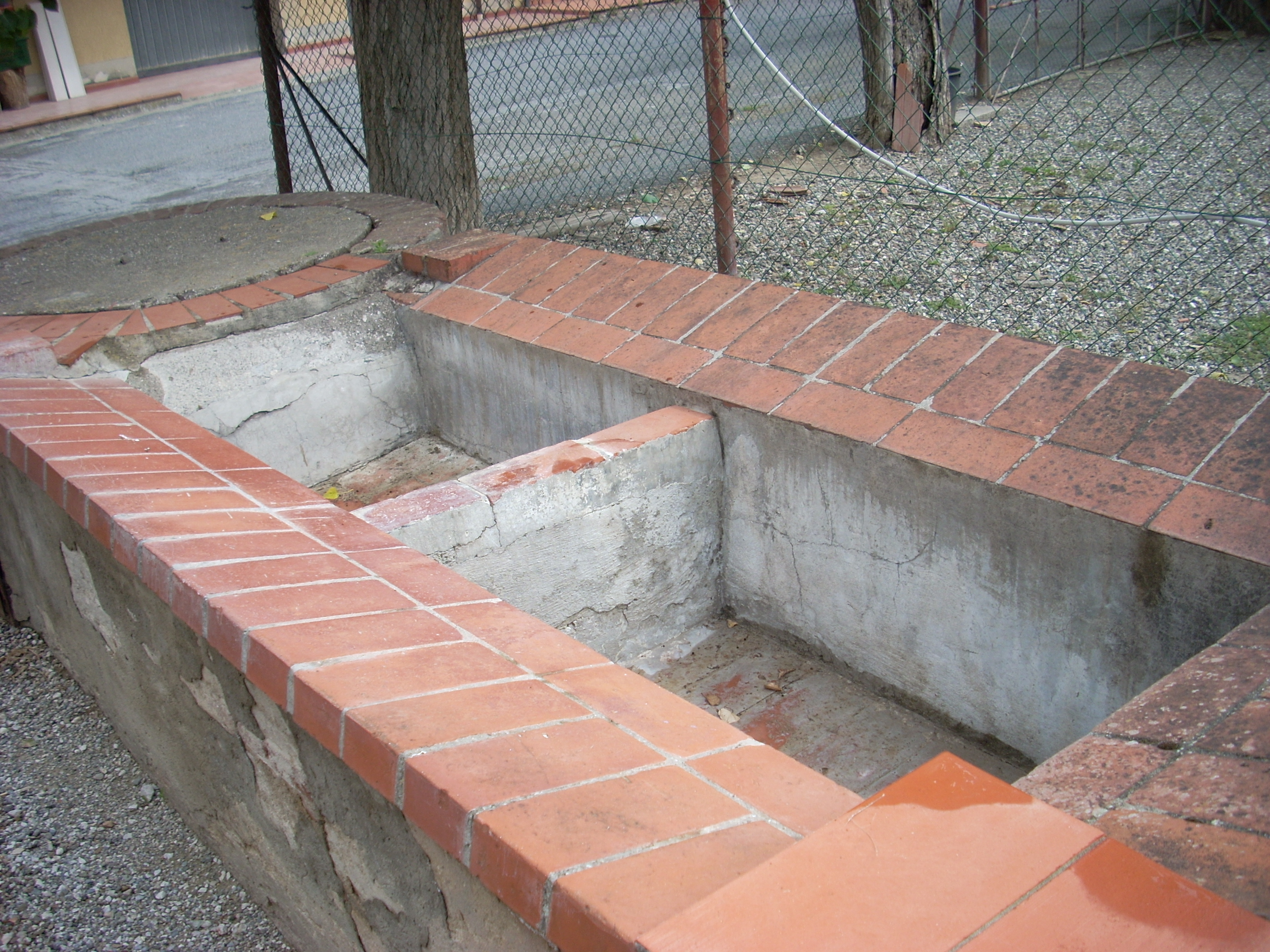
Was
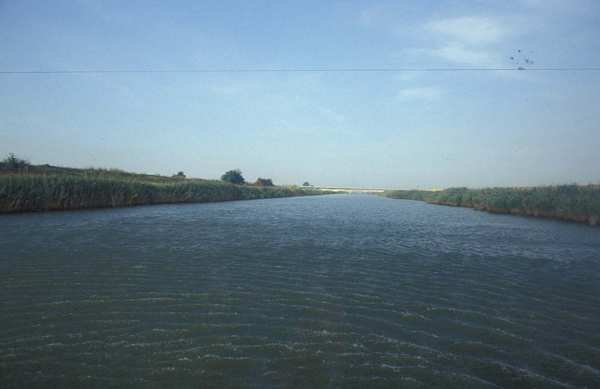
Scolmatore dell'Arno